# استیچ!
استیچ! (انگلیسی: Stitch! The Movie) یک فیلم پویانمایی به کارگردانی تونی کریگ است که در سال ۲۰۰۳ منتشر شد.